# Mark Lee Ping Bin
Mark Lee Ping Bin (李屏賓T, Lǐ PíngbīnP) (1954) è un direttore della fotografia e fotografo taiwanese.
Lee inizia la sua carriera cinematografica nel 1977 ma è nel 1985 che ha inizio il suo prolifico rapporto di creazione di film con il regista Hou Hsiao-Hsien. Conosciuto per il suo uso di luce naturale nei film e minimi movimenti di camera, Lee riceve il premio alla miglior fotografia al Festival di Cannes del 2000 con il film In the Mood for Love.

## Filmografia parziale
- Dust in the Wind (戀戀風塵), regia di Hou Hsiao-hsien (1986)
- Hai shang hua (海上花), regia di Hou Hsiao-hsien (1998)
- In the Mood for Love (花樣年華), regia di Wong Kar-wai (2000)
- Café Lumière (珈琲時光), regia di Hou Hsiao-Hsien (2003)
- Le voyage du ballon rouge, regia di Hou Hsiao-hsien (2007)
- Norwegian Wood (ノルウェイの森), regia di Trần Anh Hùng (2010)
- The Assassin (刺客聶隱娘), regia di Hou Hsiao-hsien (2015)
- Éternité, regia di Trần Anh Hùng (2016)

## Riconoscimenti
- 2010: The Asian Film Award (Cina), Norwegian Wood — miglior fotografia
- 2008: National Award For Arts (Taiwan), premio alla carriera
- 2008 Golden Deer Award Changchun Film Festival Award (Cina), The Sun Also Rises — miglior fotografia
- 2006 Japan Academy Prize, Spring Snow — miglior fotografia
- 2005 25° Golden Rooster Award, Letter From An Unknown Woman — miglior fotografia
- 2005 14° Golden Rooster and Hundred Flowers Film Festival Award, Letter From An Unknown Woman — miglior fotografia
- 2001 The New York Film Critics Circle Award, In The Mood For Love — miglior fotografia
- 2001 American Film Institute Award, In The Mood For Love — miglior fotografia
- 2001 Boston Society of Film Critics (BSFC) Award, In The Mood For Love — miglior fotografia
- 2001 Golden Horse Film Festival (Taiwan), Millennium Mambo — miglior fotografia
- 2001 The Government Information Office of Taiwan, In The Mood For Love — Glory Of The Country Award
- 2000 Award From The President of Taiwan, In The Mood For Love — The Light Of The Cinema Award
- 2000 Festival di Cannes, In The Mood For Love — Grand Technical Prize
- 2000 Golden Horse Film Festival (Taiwan), In The Mood For Love — miglior fotografia
- 2000 Asia Pacific Film Festival Award (Cina), In The Mood For Love — miglior fotografia
- 1995 Golden Horse Film Festival (Taiwan), Summer Snow — miglior fotografia
- 1993 Golden Horse Film Festival (Taiwan), Il maestro burattinaio — miglior fotografia
- 1988 The Government Information Office of Taiwan, Dust In The Wind Glory Of The Country Award
- 1986 Festival des 3 Continents (Francia), Dust In The wind — miglior fotografia
- 1985 Asia Pacific Film Festival Award (Cina), Run Away — miglior fotografia